# Extended Versions (10,000 Maniacs)
Extended Versions è un album dal vivo del gruppo musicale statunitense 10,000 Maniacs, pubblicato nel 2009.

## Tracce
1. What's the Matter Here – 4:46
2. Candy Everybody Wants – 3:13
3. Trouble Me – 3:13
4. Eden – 4:04
5. Don't Talk – 5:24
6. City of Angels – 4:30
7. Stockton Gala Days – 8:07
8. These Are Days – 6:32
9. My Sister Rose – 3:39
10. Hey Jack Kerouac – 3:40

## Formazione
- Jerome Augustyniak – batteria, cori
- Dennis Drew – tastiere
- Jeff Erickson – chitarra
- Steve Gustafson – basso, cori
- Mary Ramsey – voce, viola